# Mystus tengara
Mystus tengara es una especie de peces de la familia Bagridae en el orden de los Siluriformes.

## Morfología
• Los machos pueden llegar alcanzar los 18 cm de longitud total.

## Distribución geográfica
Se encuentra en el Pakistán, la India, Nepal, Bangladés y  Afganistán.